# Nannodastia atlantica
Nannodastia atlantica är en tvåvingeart som beskrevs av Papp och Wayne N. Mathis 2001. Nannodastia atlantica ingår i släktet Nannodastia och familjen Nannodastiidae. Inga underarter finns listade i Catalogue of Life.